# BMW Nazca C2
A BMW Nazca C2, vagy Italdesign Nazca C2, esetleg M12 egy szupersportkocsi-prototípus, melyet a német BMW, és az olasz ItalDesign közösen fejlesztett 1991-ben. Meghajtásáról a BMW 850 CSI-ben bemutatott 380 lóerős, 5567 cm³-es, V12-es motor szolgált. Az autó több egzotikus prototípussal együtt feltűnik a Need for Speed II SE és a Need for Speed III. Hot Pursuit autószimulátor-videójátékban is.